# Sint-Audomaruskerk (Adinkerke)

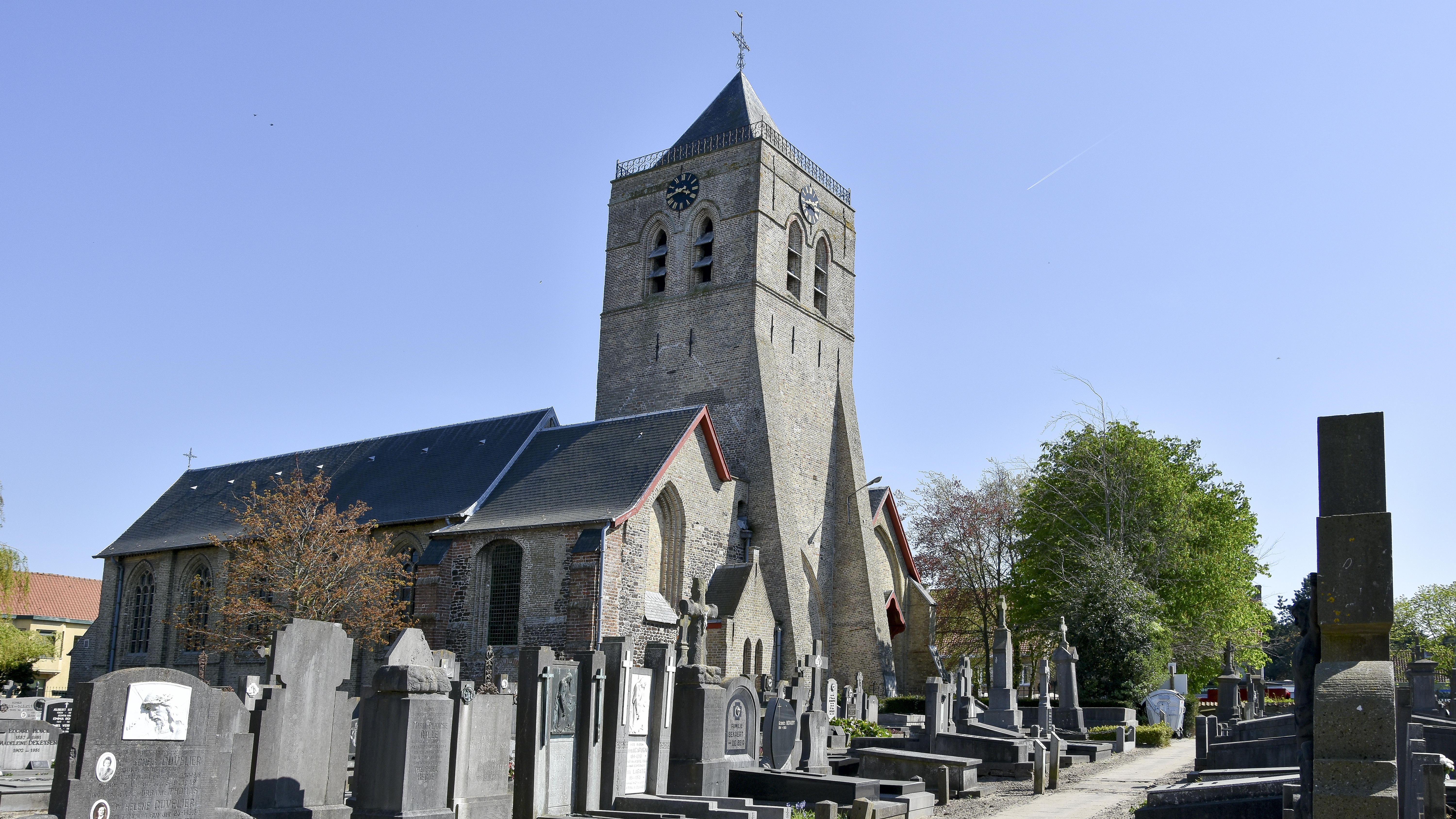
Sint-Audomaruskerk (Adinkerke)

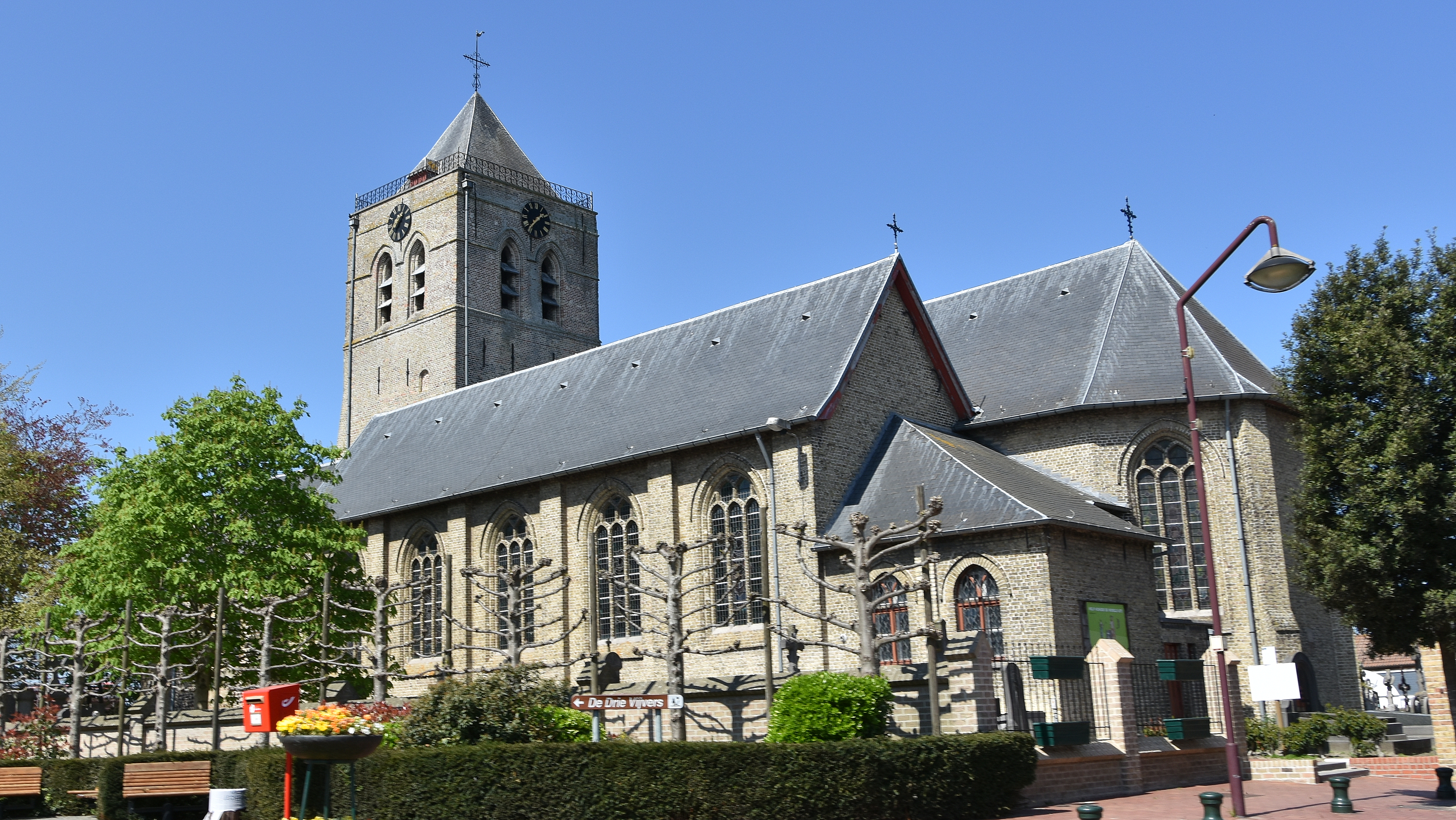
Sint-Audomaruskerk (Adinkerke)

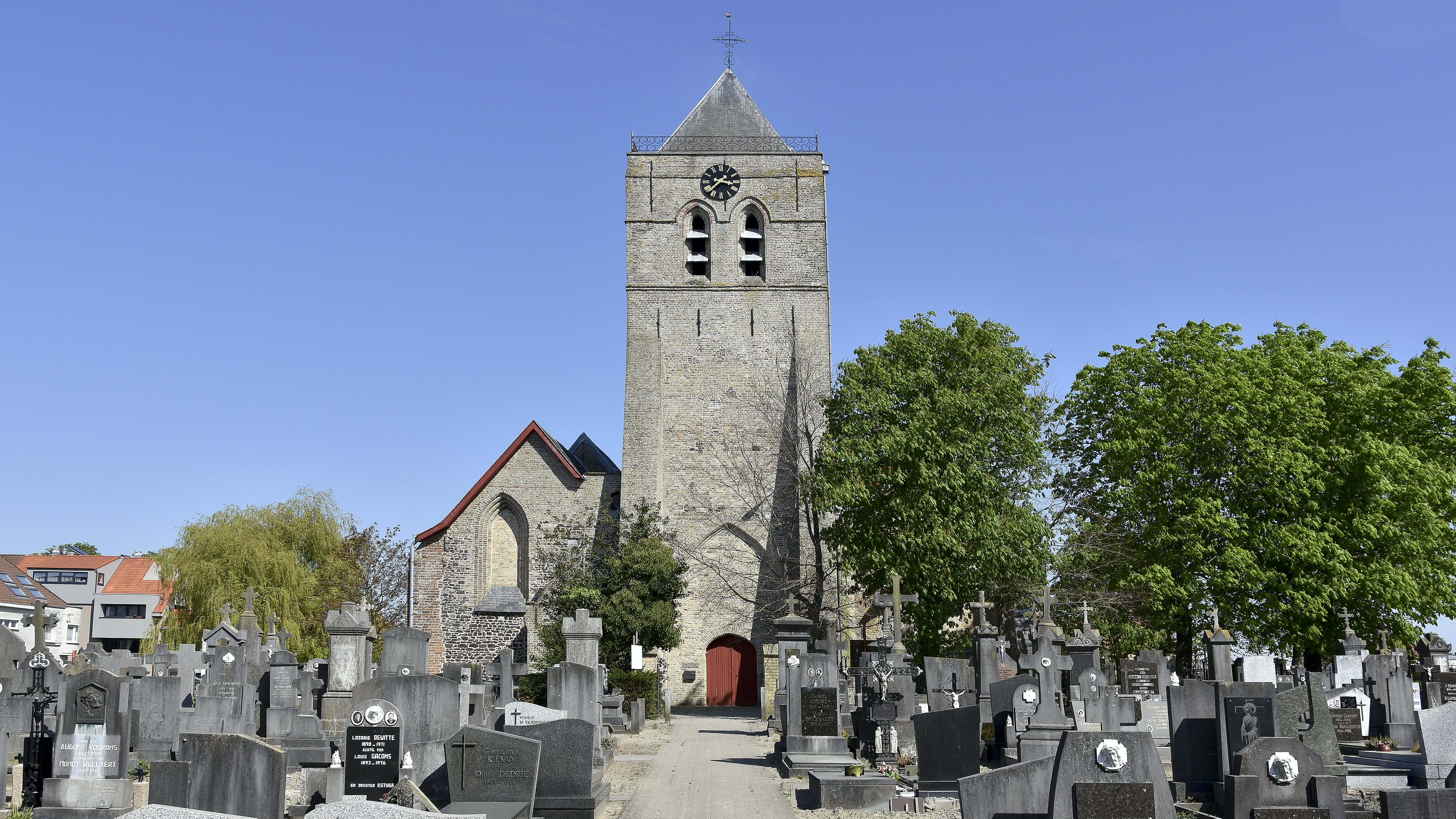
Sint-Audomaruskerk (Adinkerke)

De Sint-Audomaruskerk in het Belgische dorp Adinkerke is een kerkgebouw uit 1855, toegewijd aan Audomarus of Omaar, een geestelijke afkomstig uit Normandië. De kerk is een neogotische driebeukige hallenkerk met een deels romaanse (12e eeuw), deels gotische kerktoren. Ook het transept is gotisch en voor een gedeelte uit ijzerzandsteen. De oudere delen bleven bewaard nadat de kerk tijdens de Franse tijd in België in brand werd gestoken.

## Historiek
Jan van Waasten (1099-1130), bisschop van Terwaan zegende de kerk in in 1120. Het was toen een kruiskerk met vieringtoren. Sporen van de oude zadeldaken zijn duidelijk zichtbaar langs de zijden van de toren. De vierkante toren bestaat uit twee ongelijke geledingen en een stompe torenspits. De onderste geleding (tot aan de eerste druiplijst) is Romaans, de bovenste gotisch. Aan de westzijde van de toren bouwde men twee grote steunberen. De kerk werd herhaalde malen beschadigd of vernield. Op het torendak staat een kruis en een windhaan. De haan herinnert aan het evangelieverhaal van de verloochening van Christus door Petrus toen de haan driemaal kraaide. De haan staat symbool voor waakzaamheid en boete. De kerk is omringd door een kerkhof.
Opvallend in de kerk zijn de glasramen uit 1953-54 van de glazenier Cor Westerduin.

## Bron
- Infofiche Onroerend Erfgoed België
- Webpagina van de gemeente De Panne